# Вашингтонівська премія
Вашингто́нівська пре́мія (англ. Washington Award) — нагорода за досягнення в інженерній справі та за служіння людству. Премію засновано у 1916 році. Присуджується щороку групою із семи товариств (Американське товариство інженерів-механіків, Інститут інженерів з електротехніки та електроніки та інші) з 1919 року. За час існування премії нагороджено понад 100 осіб (у тому числі 6 нобелівських лауреатів). Назву «The Washington Award» обрало Західне товариство інженерів на знак вшанування Джорджа Вашингтона першого президента Сполучених Штатів, хоча і був він не інженером а геодезистом. Вважається, що це найстаріша нагорода для осіб, що займаються інженерною практикою.

## Лауреати
| Рік  | Лауреат                                           | Обґрунтування нагороди |
| ---- | ------------------------------------------------- | --- |
| 1919 | Герберт Гувер                                     | За його досягнення на посаді голови комісії допомоги Бельгії 1914-17 та продовольчого адміністратора Сполучених Штатів 1917-18 Оригінальний текст (англ.) [«For his achievements as chairman, commission for relief of Belgium 1914-17 and food administrator of the United States 1917-18.»] Помилка: {{Lang}}: не вказано код мови (допомога) |
| 1922 | Роберт Гант                                       | За його новаторську роботу у розвитку сталеливарної промисловості в Сполучених Штатах і за життя, присвячене розвитку професії інженера Оригінальний текст (англ.) [«For his pioneer work in the development of the steel industry in the United States and for a life devoted to the advancement of the engineering profession.»] Помилка: {{Lang}}: не вказано код мови (допомога) |
| 1924 | Артур Ньюелл Талбот                               | За всю його діяльність як студента та викладача, дослідника та письменника та за його незмінний внесок у науку про техніку Оригінальний текст (англ.) [«For his life work as student and teacher, investigator and writer and for his enduring contribution to the science of engineering.»] Помилка: {{Lang}}: не вказано код мови (допомога) |
| 1925 | Джонас Волдо Сміт                                 | За рідкісне поєднання бачення, технічних навичок, адміністративних здібностей і сміливого лідерства в інженерії Оригінальний текст (англ.) [«For the rare combination of vision, technical skill, administrative ability and courageous leadership in engineering.»] Помилка: {{Lang}}: не вказано код мови (допомога) |
| 1926 | Джон Вотсон Алворд (англ. John Watson Alvord)     | За новаторську роботу в розробці фундаментальних принципів оцінки суспільних корисностей і його помітний внесок у санітарну науку Оригінальний текст (англ.) [«For his pioneer work in developing the fundamental principles of public utility valuation and his marked contributions to sanitary science.»] Помилка: {{Lang}}: не вказано код мови (допомога) |
| 1927 | Брати Райт                                        | За фундаментальні наукові дослідження і в результаті успішний політ на літаку Оригінальний текст (англ.) [«For fundamental scientific research and resultant successful airplane flight.»] Помилка: {{Lang}}: не вказано код мови (допомога) |
| 1928 | Михайло Пупін                                     | За відданість науковим дослідженням, що призвели до його винаходів, які суттєво посприяли розвитку телефонного зв'язку та радіомовлення.Оригінальний текст (англ.) [«For devotion to scientific research leading to his inventions which have materially aided the development of long distance telephone and radio broadcasting.»] Помилка: {{Lang}}: не вказано код мови (допомога) |
| 1929 | Біон Джозеф Арнольд                               | За новаторські роботи в галузі техніки та економіки електротранспорту Оригінальний текст (англ.) [«For pioneering work in the engineering and economics of electrical transportation.»] Помилка: {{Lang}}: не вказано код мови (допомога) |
| 1930 | Мортімер Ервін Кулі                               | За бачення та конструктивне лідерство в інженерній освіті Оригінальний текст (англ.) [«For vision and constructive leadership in the education of the engineer.»] Помилка: {{Lang}}: не вказано код мови (допомога) |
| 1931 | Ральф Моджеєвський                                | За його внесок у розвиток транспорту через неперевершену майстерність і сміливість у проектуванні та будівництві мостів Оригінальний текст (англ.) [«For his contribution to transportation through superior skill and courage in bridge design and construction.»] Помилка: {{Lang}}: не вказано код мови (допомога) |
| 1932 | Вільям Девід Кулідж                               | За його науковий дух і досягнення в розробці пластичного вольфраму та сучасної рентгенівської трубки Оригінальний текст (англ.) [«For his scientific spirit and achievement in developing ductile tungsten and the modern x-ray tube.»] Помилка: {{Lang}}: не вказано код мови (допомога) |
| 1935 | Амброуз Свосі                                     | За видатний внесок як творця інструментів, інституцій і як людину Оригінальний текст (англ.) [«For his distinguished contribution as a builder of instruments, institutions and men.»] Помилка: {{Lang}}: не вказано код мови (допомога) |
| 1936 | Чарлз Кеттерінг                                   | За його високі досягнення в спрямуванні промислових досліджень на підвищення комфорту, щастя та безпеки вдома та на автомобільному шляху Оригінальний текст (англ.) [«For his high achievements in guiding industrial research toward the greater comfort, happiness and safety in the home and on the highway.»] Помилка: {{Lang}}: не вказано код мови (допомога) |
| 1937 | Фредерік Гарднер Коттрелл                         | За його соціальне бачення, спрямоване на продовження досліджень, за його досягнення у галузі науки та техніки Оригінальний текст (англ.) [«For his social vision in dedicating, to the perpetuation of research, the rewards of his achievements in science and engineering.»] Помилка: {{Lang}}: не вказано код мови (допомога) |
| 1938 | Френк Джеветт                                     | За надихання та керівництво науковими дослідженнями, що ведуть до вдосконалення мистецтва комунікацій Оригінальний текст (англ.) [«For inspiring and directing scientific research leading to improvements in the art of communications.»] Помилка: {{Lang}}: не вказано код мови (допомога) |
| 1939 | Деніел Вебстер Мід                                | За його видатний внесок у ґрунтовну теорію, належну практику та високі етичні стандарти у створенні інженерних робіт як інженера та вчителя Оригінальний текст (англ.) [«For his superior contributions to sound theory, good practice and high ethical standards in the creation of engineering works, as an engineer and as a teacher.»] Помилка: {{Lang}}: не вказано код мови (допомога) |
| 1940 | Деніел Джеклінг                                   | За новаторство у великомасштабному видобутку та обробці бідних мідних руд, що вивільнило величезні ресурси з раніше безперспективних родовищ Оригінальний текст (англ.) [«For pioneering in a large-scale mining and treatment of low-grade copper ores, releasing vast resources from formerly worthless deposits.»] Помилка: {{Lang}}: не вказано код мови (допомога) |
| 1941 | Ральф Бадд                                        | За далекоглядність та сміливе лідерство у розвитку технологій високошвидкісного залізничного транспорту Оригінальний текст (англ.) [«For vision and courageous leadership in advancing the technological fronties of high speed railroad transportation.»] Помилка: {{Lang}}: не вказано код мови (допомога) |
| 1942 | Вільям Ебботт                                     | За підвищення стандартів інженерної професії та допомогу в дослідженні процесів горіння Оригінальний текст (англ.) [«For advancing the standards of the engineering profession and aiding combustion research.»] Помилка: {{Lang}}: не вказано код мови (допомога) |
| 1943 | Андрій Абрагам Поттер                             | За видатне лідерство в інженерній освіті та дослідженнях та патріотичну службу в мобілізації технічних знань для перемоги у війні та мирі Оригінальний текст (англ.) [«For distinguished leadership in engineering education and research and patriotic service in mobilizing technical knowledge for victory in war and peace.»] Помилка: {{Lang}}: не вказано код мови (допомога) |
| 1944 | Генрі Форд                                        | За новаторську розробку масового виробництва недорогих автомобільних транспортних засобів, які революціонізували спосіб життя Оригінальний текст (англ.) [«For pioneer development of mass production of low cost automotive transportation which revolutionized the way of life.»] Помилка: {{Lang}}: не вказано код мови (допомога) |
| 1945 | Артур Комптон                                     | За його дослідження та викладання в галузі фізичних наук, підвищення знань про дію рентгенівських і космічних променів Оригінальний текст (англ.) [«For his research and teaching in the physical sciences, increasing knowledge of the action of x-rays and cosmic rays.»] Помилка: {{Lang}}: не вказано код мови (допомога) |
| 1946 | Веннівер Буш                                      | За видатне лідерство в організації та спрямуванні наукових ресурсів країни на перемогу у Другій світовій війні Оригінальний текст (англ.) [«For outstanding leadership in organizing and directing scientific resources of the nation toward victory in World War II.»] Помилка: {{Lang}}: не вказано код мови (допомога) |
| 1947 | Карл Комптон                                      | За прогресивне управління інженерною освітою, за лідерство в дослідженнях і за прогрес американської промисловості в галузі технологій Оригінальний текст (англ.) [«For progressive administration of engineering education, for leadership in research, and for advancement of American industry in technology.»] Помилка: {{Lang}}: не вказано код мови (допомога) |
| 1948 | Ральф Фландерс                                    | За високу технічну майстерність у вдосконаленні знарядь промисловості та видатні заслуги в галузі людських стосунків Оригінальний текст (англ.) [«For highly technical skill in perfecting the tools of the industry and distinguished service in the field of human relationships.»] Помилка: {{Lang}}: не вказано код мови (допомога) |
| 1949 | Джон Севідж                                       | За безкорисливу діяльність у створенні монументальних гідротехнічних споруд з використанням природних ресурсів Оригінальний текст (англ.) [«For unselfish public service devoted to the creation of monumental hydraulic structures utilizing natural resources.»] Помилка: {{Lang}}: не вказано код мови (допомога) |
| 1950 | Вілфред Сайкс (англ. Wilfred Sykes)               | За винайдення електричних машин та процесів обробки сталі, за досягнення в галузі промислового управління та співробітництва, за роботу радником штату та коледжів Оригінальний текст (англ.) [«For invention of electrical machines and steel processes for advances in industrial administration and cooperation for counsel to state and college.»] Помилка: {{Lang}}: не вказано код мови (допомога) |
| 1951 | Едвін Армстронг                                   | За видатні винаходи в основах радіопередачі та прийому та значні заслуги перед країною Оригінальний текст (англ.) [«For outstanding inventions basic to radio transmission and reception, and notable service to his country.»] Помилка: {{Lang}}: не вказано код мови (допомога) |
| 1952 | Генрі Таунлі Гілд                                 | За видатне лідерство в інженерній освіті в промислових технологіях, у наукових дослідженнях і в громадських справах Оригінальний текст (англ.) [«For distinguished leadership in engineering education in industrial technology in scientific research and in civic affairs.»] Помилка: {{Lang}}: не вказано код мови (допомога) |
| 1953 | Густав Еглофф                                     | За видатне лідерство у дослідженнях для нафтової галузі, розробках у професійній діяльності та громадській роботі Оригінальний текст (англ.) [«For distinguished leadership in petroleum research and development in professional activities and in community service.»] Помилка: {{Lang}}: не вказано код мови (допомога) |
| 1954 | Ліліан Гілбрет                                    | За видатний внесок у інженерне та наукове управління, за безкорисливу відданість проблемам інвалідів Оригінальний текст (англ.) [«For her outstanding contributions to engineering and scientific management, for her unselfish devotion to the problems of the disabled.»] Помилка: {{Lang}}: не вказано код мови (допомога) |
| 1955 | Чарлз Ервін Вілсон                                | За значиме лідерство в інженерії та управлінні та за щиру відданість національній обороні Оригінальний текст (англ.) [«For significant leadership in engineering and management and for altruistic devotion to national defense.»] Помилка: {{Lang}}: не вказано код мови (допомога) |
| 1956 | Роберт Ераст Вілсон (англ. Robert Erastus Wilson) | За надзвичайну відданість лідерству в галузі науки і техніки, розвитку досліджень, промисловості, освіти та зв'язки із громадськістю Оригінальний текст (англ.) [«For unusual dedication of leadership through science and engineering to the advancement of research, industry, education and public affairs.»] Помилка: {{Lang}}: не вказано код мови (допомога) |
| 1957 | Вокер Ціслер                                      | За видатне та невтомне служіння своїй країні, роблячи світ кращим місцем для життя за допомогою електроенергії Оригінальний текст (англ.) [«For outstanding and untiring service to his country by making the world a better place to live through electric power.»] Помилка: {{Lang}}: не вказано код мови (допомога) |
| 1958 | Бен Морелл                                        | За видатні заслуги як кваліфікованого інженера, видатного морського офіцера, промисловця, мирянина-християнина та співробітника Комісії Гувера Оригінальний текст (англ.) [«For distinguished service as a skilled engineer, outstanding naval officer, industrialist, Christian layman and Hoover Commission associate.»] Помилка: {{Lang}}: не вказано код мови (допомога) |
| 1959 | Джеймс Кілліан                                    | За виняткове лідерство та досягнення в науково-технічній освіті та видатну службу своїй країні Оригінальний текст (англ.) [«For exceptional leadership and achievement in scientific and technological education and distinguished service to his country.»] Помилка: {{Lang}}: не вказано код мови (допомога) |
| 1960 | Герберт Пейн Седвік (англ. Herbert Payne Sedwick) | За лідерство та досягнення у сфері електроенергетики та газопостачання, за вірну службу в освітній та гуманітарній сфері, а також за розвиток молодих інженерів Оригінальний текст (англ.) [«For leadership and achievement in electric and gas utilities, for true service in educational and humanitarian fields, and for developing young engineers.»] Помилка: {{Lang}}: не вказано код мови (допомога) |
| 1961 | Вільям Калер (англ. William V. Kahler)            | За виняткове лідерство в розвитку комунікацій, за видатні заслуги в громадських справах і за допомогу освіті та людству Оригінальний текст (англ.) [«For exceptional leadership in advancement of communications, for distinguished service in civic affairs and for aid to education and humanity.»] Помилка: {{Lang}}: не вказано код мови (допомога) |
| 1962 | Александер Монтейт                                | За видатний внесок у виробництво та використання електроенергії та видатні заслуги в освіті та розвитку Оригінальний текст (англ.) [«For outstanding contributions in power generation and utilization and distinguished service to education and development.»] Помилка: {{Lang}}: не вказано код мови (допомога) |
| 1963 | Філіпп Спорн                                      | За новаторське лідерство в галузі технологій виробництва та розподілу електроенергії, а також за визначні заслуги перед освітою та своїм урядом Оригінальний текст (англ.) [«For pioneering leadership in the technology of power generation and distribution and for distinguished service to education and to his government.»] Помилка: {{Lang}}: не вказано код мови (допомога) |
| 1964 | Джон Слезак                                       | За надихаюче лідерство в галузі інженерного менеджменту, за визначну і віддану службу формуванню американського способу життя та своїй країні. Оригінальний текст (англ.) [«For inspiring leadership in the field of engineering management, for distinguished and dedicated service to education to the American way of life and his country.»] Помилка: {{Lang}}: не вказано код мови (допомога) |
| 1965 | Гленн Теодор Сіборг                               | За лідерство в науковій освіті та за надихання та керівництво основними розробками в галузі ядерної енергетики для мирного використання атома Оригінальний текст (англ.) [«For leadership in scientific education and for inspiring and directing major developments in nuclear power for peaceful uses of the atom.»] Помилка: {{Lang}}: не вказано код мови (допомога) |
| 1966 | Август Браун Кінцель                              | За підвищення ролі інженера в промисловості та освіті та розвиток Національної інженерної академії Оригінальний текст (англ.) [«For advancing the role of the engineer in industry and education and developing the National Academy of Engineering.»] Помилка: {{Lang}}: не вказано код мови (допомога) |
| 1967 | Фредерік Лоусон Говде                             | За його бачення та лідерство в координації інженерних і наукових ресурсів країни з національною обороною та за постійний внесок в інженерну освіту Оригінальний текст (англ.) [«For his vision and leadership in coordinating the engineering and scientific resources of the nation with the national defense and for continuing contributions to engineering education.»] Помилка: {{Lang}}: не вказано код мови (допомога) |
| 1968 | Джеймс Фіск (англ. James B. Fisk)                 | За видатне лідерство в галузі аерокосмічного зв'язку та за значні заслуги перед країною Оригінальний текст (англ.) [«For distinguished leadership in the field of aerospace communications and for notable service to his country.»] Помилка: {{Lang}}: не вказано код мови (допомога) |
| 1969 | Натан Ньюмарк                                     | За особливий внесок у розвиток інженерних знань про конструкції, що зазнали землетрусу чи вибуху, а також за натхнення для інших у покращенні навколишнього середовища Оригінальний текст (англ.) [«For specific contribution to the advancement of engineering knowledge of structures subjected to earthquake or blast and for inspiration to others in improving the environment.»] Помилка: {{Lang}}: не вказано код мови (допомога) |
| 1970 | Гайман Джордж Ріковер                             | За унікальне та рішуче лідерство в розробці та застосуванні ядерної енергії для суднової тяги та виробництва електроенергії; і за його прагнення до досконалості у вищій освіті Оригінальний текст (англ.) [«For unique and determined leadership in the development and application of nuclear energy to ship propulsion and the generation of electricity; and for his zeal for excellence in higher education.»] Помилка: {{Lang}}: не вказано код мови (допомога) |
| 1971 | Вільям Еверитт                                    | За його виняткове лідерство та інновації в інженерній освіті, за видатний внесок у науку й розвиток інженерної професії та заслуги перед суспільством Оригінальний текст (англ.) [«For his exceptional leadership and innovation in engineering education, for distinguished contributions to science and the advancement of the engineering profession and meritorious service to society.»] Помилка: {{Lang}}: не вказано код мови (допомога) |
| 1972 | Томас О. Пейн                                     | За його внесок у розвиток людського прогресу завдяки застосуванню інженерії, науки та економіки та його керівництво програмою «Аполлон», як одне з найбільших в історії наукових інженерних і дослідницьких досягнень Оригінальний текст (англ.) [«For his contribution to the advancement of human progress through the application of engineering, science and economics and his leadership of the Apollo program, and one of history’s greatest scientific engineering and exploration achievements.»] Помилка: {{Lang}}: не вказано код мови (допомога) |
| 1973 | Джон Волпі                                        | За видатні заслуги перед країною на посаді губернатора та секретаря кабінету міністрів Сполучених Штатів, а також за його самовідданість, лідерство та досягнення в транспортній галузі Оригінальний текст (англ.) [«For outstanding service to his country as Governor and United States Cabinet Secretary and for his dedication, leadership and achievements in transportation.»] Помилка: {{Lang}}: не вказано код мови (допомога) |
| 1974 | Джон де Батс                                      | За видатне лідерство в розвитку американських комунікацій як життєво важливого національного ресурсу Оригінальний текст (англ.) [«For distinguished leadership in the advancement of American communications, a vital national resource.»] Помилка: {{Lang}}: не вказано код мови (допомога) |
| 1975 | Девід Пакард                                      | За піонерський внесок в електронну промисловість, віддане служіння своїій країні, своїй громаді та вищій освіту Оригінальний текст (англ.) [«For pioneering contributions to the electronics industry, dedicated service to our country, his community and higher education.»] Помилка: {{Lang}}: не вказано код мови (допомога) |
| 1976 | Ральф Пек                                         | За видатне міжнародне лідерство та піонерський внесок у механіку ґрунтів та фундаментну інженерну практику, освіту та дослідження, а також сумлінне служіння всім людям Оригінальний текст (англ.) [«For eminent international leadership in, and pioneering contributions to, soil mechanics and foundation engineering practice, education and research, and distinguished service to all people.»] Помилка: {{Lang}}: не вказано код мови (допомога) |
| 1977 | Майкл Тененбаум (англ. Michael Tenenbaum)         | За видатні досягнення в сталеливарній промисловості та віддане служіння в інтересах загального добробуту Оригінальний текст (англ.) [«For distinguished achievements in the steel industry and dedicated service in the interests of the welfare of all.»] Помилка: {{Lang}}: не вказано код мови (допомога) |
| 1978 | Діксі Лі Рей                                      | На знак визнання значних наукових досягнень і відданого служіння освіті та уряду Оригінальний текст (англ.) [«In recognition of significant scientific accomplishments and dedicated service through education and government.»] Помилка: {{Lang}}: не вказано код мови (допомога) |
| 1979 | Марвін Кемраз                                     | На знак визнання значних інженерних досліджень і винаходів у галузі електронних комунікацій, які додали людині добробуту та щастя Оригінальний текст (англ.) [«In recognition of significant engineering research and inventions in the field of electronic communications, which have added to human welfare and happiness.»] Помилка: {{Lang}}: не вказано код мови (допомога) |
| 1980 | Ніл Армстронг                                     | За віддане застосування інженерних принципів для розширення людських знань і горизонтів Оригінальний текст (англ.) [«For dedicated application of engineering principles to the expansion of man’s knowledge and horizons.»] Помилка: {{Lang}}: не вказано код мови (допомога) |
| 1981 | Джон Сверінген (англ. John E. Swearingen)         | За далекоглядне керівництво нафтовою промисловістю з особливою увагою до розвитку внутрішніх енергетичних ресурсів та розширення можливостей для окремих осіб та підприємств Оригінальний текст (англ.) [«For farsighted petroleum industry leadership emphasizing domestic energy resource development and fostering opportunities for minority individuals and enterprises.»] Помилка: {{Lang}}: не вказано код мови (допомога) |
| 1982 | Менсон Бенедикт                                   | За його ключову роль у розробці технологій та освітніх програм для безпечного та економічного виробництва електроенергії з ядерного поділу Оригінальний текст (англ.) [«For his key role in the development of technologies and educational programs for the safe and economic generation of electricity from nuclear fission.»] Помилка: {{Lang}}: не вказано код мови (допомога) |
| 1983 | Джон Бардін                                       | За його видатне інженерне лідерство в дослідженнях і розробках у галузі фізики твердого тіла та низьких температур, а також за заслуги перед вищою освітою та нашою країною Оригінальний текст (англ.) [«For his outstanding engineering leadership in research and development in solid state and low temperature physics and for service to higher education and to our country.»] Помилка: {{Lang}}: не вказано код мови (допомога) |
| 1984 | Роберт Галвін                                     | За його відданість досконалості, бачення та лідерство в електронній промисловості, у навчанні молоді та в розумінні системи приватного підприємництва Оригінальний текст (англ.) [«For his commitment to excellence, vision, and leadership in the electronics industry, in the education of youth, and in the understanding private enterprise system.»] Помилка: {{Lang}}: не вказано код мови (допомога) |
| 1985 | Стівен Бехтель                                    | За його вміле, передбачливе та ефективне керівництво будівництвом та інженерією в усьому світі та відданість інженерній професії та освіті Оригінальний текст (англ.) [«For his skillful, foresighted and efficient leadership in construction and engineering worldwide and dedication to the engineering profession and education.»] Помилка: {{Lang}}: не вказано код мови (допомога) |
| 1986 | Марк Шеферд                                       | За керівництво розробкою та масовим виробництвом транзисторів та інтегральних схем і надання людству переваг завдяки їх багатьох застосуванням Оригінальний текст (англ.) [«For leading the development and mass production of transistors and integrated circuits and bringing to mankind the benefits to their many applications.»] Помилка: {{Lang}}: не вказано код мови (допомога) |
| 1987 | Ґрейс Гоппер                                      | За її піонерську роботу в розробці першої комп'ютерної мови, першого компілятора та першого компілятора мови, розповсюджуючи переваги комп'ютерної революції як на експертів, так і на неспеціалістів Оригінальний текст (англ.) [«For her pioneering work in developing the first computer language, the first compiler, and the first language compiler, extending the benefits of the computer revolution to experts and lay persons alike.»] Помилка: {{Lang}}: не вказано код мови (допомога) |
| 1988 | Френсіс Джеймс Макдональд                         | За його роль у покращенні якості американської продукції за допомогою передових інженерних технологій Оригінальний текст (англ.) [«For his role in improving the quality of American products through advanced engineering technology.»] Помилка: {{Lang}}: не вказано код мови (допомога) |
| 1989 | Шервуд Фосетт (англ. Sherwood L. Fawcett)         | За його видатну роботу у застосуванні науки на службу людству та його багаторічний інноваційний внесок у промисловість, бізнес, уряд та освіту Оригінальний текст (англ.) [«For his outstanding work in applying science in the service of mankind and his many years of innovative contributions to industry, business, government and education.»] Помилка: {{Lang}}: не вказано код мови (допомога) |
| 1990 | Джон Генрі Сунуну                                 | За його внесок як інженера, винахідника та педагога, а також губернатора Нью-Гемпшира та голови апарату Білого дому Оригінальний текст (англ.) [«For his contributions as an engineer, inventor, and educator as well as governor of New Hampshire and White House chief of staff.»] Помилка: {{Lang}}: не вказано код мови (допомога) |
| 1991 | Френк Борман                                      | За його довічну відданість авіації та космосу як командира місії «Аполлон», яка облетіла Місяць, і за його досягнення на посаді голови правління Eastern Airlines Оригінальний текст (англ.) [«For his lifelong commitment to aviation and space as commander of the Apollo mission that circled the moon and for his achievements as chairman of Eastern Airlines.»] Помилка: {{Lang}}: не вказано код мови (допомога) |
| 1992 | Леон Ледерман                                     | За внесок у вивчення фізики високих енергій Оригінальний текст (англ.) [«For his contributions to the study of high energy physics.»] Помилка: {{Lang}}: не вказано код мови (допомога) |
| 1993 | Вільям Стейтс Лі                                  | За внесок у безпечну експлуатацію атомних електростанцій Оригінальний текст (англ.) [«For his contributions to safe operations of nuclear power plants.»] Помилка: {{Lang}}: не вказано код мови (допомога) |
| 1994 | Кен Олсен                                         | За перетворення Digital Equipment Corporation у провідного світового виробника мережевих комп'ютерних систем і обладнання Оригінальний текст (англ.) [«For his development of Digital Equipment Corporation into the world’s leading manufacturer of network computer systems and equipment.»] Помилка: {{Lang}}: не вказано код мови (допомога) |
| 1995 | Джордж Гауснер                                    | За його лідерство у сприянні захисту життя та майна через ретельні сейсмологічні дослідження та проектування застосувань прогнозованих структурних реакцій Оригінальний текст (англ.) [«For his leadership in promoting protection of life and property through rigorous seismology research and design applications of predicted structural response.»] Помилка: {{Lang}}: не вказано код мови (допомога) |
| 1996 | Вілсон Грейтбатч                                  | За його винахід імплантованого кардіостимулятора, який приніс величезну користь людству Оригінальний текст (англ.) [«For his invention of the implantable cardiac pacemaker , which has conferred widespread benefit on humanity.»] Помилка: {{Lang}}: не вказано код мови (допомога) |
| 1997 | Френк Крейт                                       | За його винаходи, дослідження та застосування науки в технологіях, які служить людству Оригінальний текст (англ.) [«For his inventions, research and applications of science to technology that serves humanity.»] Помилка: {{Lang}}: не вказано код мови (допомога) |
| 1998 | Джон Конрад (англ. John R. Conrad)                | За видатне лідерство в електроенергетиці та виняткову відданість розвитку міст Оригінальний текст (англ.) [«For distinguished leadership in the electrical power industry and exceptional commitment to urban development.»] Помилка: {{Lang}}: не вказано код мови (допомога) |
| 1999 | Джек Кілбі                                        | За його видатну кар'єру в електроніці, включаючи винахід монолітної інтегральної схеми, яка стала основою для сучасної електрики Оригінальний текст (англ.) [«For his distinguished electronics career, including the invention of the monolithic integrated circuit which was the foundation for modern electrics.»] Помилка: {{Lang}}: не вказано код мови (допомога) |
| 2000 | Донна Ширлі                                       | За її відданість аерокосмічній інженерії протягом усього життя та за керівництво програмою дослідження Марса, яка призвела до успішних місій на Марс із посадкою на планеті Pathfinder і Sojourner Rover і виведенням на орбіту Mars Global Surveyor Оригінальний текст (англ.) [«For her lifelong commitment to aerospace engineering and for her leadership as Manager of the Mars Exploration Program that resulted in successful missions to Mars with the landing of the Pathfinder and Sojourner Rover on the planet and the insertion into orbit of the Mars Global Surveyor.»] Помилка: {{Lang}}: не вказано код мови (допомога) |
| 2001 | Даніель Бріклін Боб Френкстон                     | За їхній винахід першої комп'ютерної програми для роботи з електронними таблицями, яка призвела до поширення комп'ютерної індустрії, що, у свою чергу, призвело до економічного зростання кінця 20-го століття Оригінальний текст (англ.) [«For his invention of the first computer spreadsheet program, which led to the proliferation of the computer industry, which in turn led to the economic expansion of the late 20th century.»] Помилка: {{Lang}}: не вказано код мови (допомога) |
| 2002 | Річард Роббінс (англ. Richard J. Robbins)         | За його інновації як розробника сучасної тунелебурильної машини, яка стала світовим стандартом для прокладання довгих тунелів. Зменшення вартості та небезпеки прокладки гірських тунелів за допомогою цієї машини безпосередньо призвело до значного збільшення обсягів прокладання тунелів для суспільного блага в транспорті, санітарії, електро- та водопостачанні по всьому світу Оригінальний текст (англ.) [«For his innovation as the developer of the modern tunnel boring machine which has become the world-wide standard method of long rock tunnel excavation. The decrease in costs and danger of rock tunneling with this machine have led directly to a major increase in tunneling for the public good in transportation, sanitation, power and water supply throughout the world.»] Помилка: {{Lang}}: не вказано код мови (допомога) |
| 2003 | Юджин Сернан                                      | За демонстрацію здатності людини до космічних польотів і активності на Місяці, а також внесок у знання людства про Місяць шляхом безцінних досліджень під час перебування на поверхні Місяця Оригінальний текст (англ.) [«For demonstrating human’s capacity for space flight and performance on the moon, as well as contributing to mankind’s knowledge of the moon through invaluable research while on the lunar surface.»] Помилка: {{Lang}}: не вказано код мови (допомога) |
| 2004 | Нік Голоняк                                       | За новаторський внесок у розвиток силової кремнієвої електроніки та винайдення перших напівпровідникових світловипромінювальних діодів у видимій частині спектру Оригінальний текст (англ.) [«For his pioneering contributions to the development of power silicon electronics and invention of the first semi-conducting light-emitting diodes in a visible part of the spectrum.»] Помилка: {{Lang}}: не вказано код мови (допомога) |
| 2005 | Роберт Ленджер                                    | За його надзвичайний внесок у біомедичну інженерію та розроблення біоматеріалів, включаючи новаторську роботу в області систем доставки контрольованого вивільнення ліків, зокрема для лікування раку Оригінальний текст (англ.) [«For his extraordinary contributions to biomedical engineering and biomaterial design, including his pioneering work in the field of controlled drug release delivery systems, specifically for the treatment of cancer.»] Помилка: {{Lang}}: не вказано код мови (допомога) |
| 2006 | Генрі Петроскі                                    | За його досягнення в письменництві, які зробили інженерну практику зрозумілою для широкої публіки Оригінальний текст (англ.) [«For his accomplishments in writing which have made the practice of engineering understandable to the general public.»] Помилка: {{Lang}}: не вказано код мови (допомога) |
| 2007 | Майкл Бірк                                        | За його досягнення та лідерство в революції телекомунікаційної галузі в усьому світі. Крім того, він отримав визнання за внесок у інженерні дослідження, освіту та її поширення через його участь в університетах, середніх школах і музеях Оригінальний текст (англ.) [«For his achievements and leadership in revolutionizing the telecommunications industry around the world. In addition, he is being recognized for contributions to engineering research, education and outreach through his involvement with universities, high schools, and museums.»] Помилка: {{Lang}}: не вказано код мови (допомога) |
| 2008 | Дін Кеймен                                        | За його численні внески та інновації в суспільство та за розширення кордонів охорони здоров'я в усьому світі. Він — винахідник, підприємець і невтомний поборник науки і техніки Оригінальний текст (англ.) [«For his numerous contributions and innovations to society and for expanding the frontiers of healthcare worldwide. He is an inventor, entrepreneur, and a tireless advocate for science and technology.»] Помилка: {{Lang}}: не вказано код мови (допомога) |
| 2009 | Клайд Бейкер                                      | За його міжнародну репутацію в проектуванні та будівництві глибоких фундаментів Оригінальний текст (англ.) [«For his international reputation in the design and construction of deep foundations.»] Помилка: {{Lang}}: не вказано код мови (допомога) |
| 2010 | Елві Рей Сміт                                     | За визнання його основоположного внеску в комп'ютерні системи відтворення кольору, розвиток комп'ютерної графіки та фундаментальні зміни в кіно та образотворчому мистецтві, а також за використання інженерії для підвищення задоволення від життя Оригінальний текст (англ.) [«For recognition of his seminal contributions to computer color systems, the advancement of computer graphics, and fundamental changes in the motion picture and visual arts, and for use of engineering to enhance the enjoyment of life.»] Помилка: {{Lang}}: не вказано код мови (допомога) |
| 2011 | Мартін Чарлз Їшке                                 | За його відданість і лідерство в Університеті Пердью та інших академічних установах у сприянні інженерним дослідженням, інституційному розвитку та прагненню досконалості в освіті Оригінальний текст (англ.) [«For his dedication and leadership at Purdue University and other academic institutions in promoting engineering research, institutional development and the pursuit of excellence in education.»] Помилка: {{Lang}}: не вказано код мови (допомога) |
| 2012 | Мартін Купер                                      | За внесок у технологію персонального бездротового зв'язку Оригінальний текст (англ.) [«For contributions to the technology of personal wireless communications.»] Помилка: {{Lang}}: не вказано код мови (допомога) |
| 2013 | Крістіна Джонсон                                  | За її внесок в оптику, інженерну освіту, роботу заступником міністра в Міністерстві енергетики та інноваційне лідерство в енергетиці Оригінальний текст (англ.) [«For her contributions in optics, engineering education, service as an Under Secretary in the Department of Energy, and her innovative leadership in energy.»] Помилка: {{Lang}}: не вказано код мови (допомога) |
| 2014 | Білл Най                                          | Для сприяння науково грамотному суспільству, щоб допомогти людям у всьому світі зрозуміти та оцінити науку, завдяки якій наш світ працює Оригінальний текст (англ.) [«For fostering a scientifically literate society, to help people everywhere understand and appreciate the science that makes our world work.»] Помилка: {{Lang}}: не вказано код мови (допомога) |
| 2015 | Бернард Амадей                                    | Для створення кращого світу: одна криниця, один міст, одна спільнота за раз Оригінальний текст (англ.) [«For engineering a better world, one well, one bridge, one community at a time.»] Помилка: {{Lang}}: не вказано код мови (допомога) |
| 2016 | Ейпріл Ерікссон-Джексон                           | Для створення космічних орбітальних систем для розширення наукових знань для кращого розвитку людства та для дослідження людиною Оригінальний текст (англ.) [«For creating Space orbiting systems to enhance Science knowledge for the betterment of mankind and for human exploration.»] Помилка: {{Lang}}: не вказано код мови (допомога) |
| 2017 | Чак Галл                                          | За його винахід стереолітографії та її нескінченних застосувань для покращення суспільства Оригінальний текст (англ.) [«For his invention of stereolithography and its endless applications toward the betterment of society.»] Помилка: {{Lang}}: не вказано код мови (допомога) |
| 2018 | Айвен Сазерленд                                   | За його новаторські зусилля в революції комп'ютерної графіки, яка проклала шлях до сучасного світу «віртуальної реальності» Оригінальний текст (англ.) [«For his pioneering efforts in the computer graphics revolution that led the way to today’s “Virtual Reality” world»] Помилка: {{Lang}}: не вказано код мови (допомога) |
| 2019 | Маргарет Гамільтон                                | Вона є тією людиною, яка придумала назвати дисципліну «інженерією програмного забезпечення», щоб надати їй легітимності Оригінальний текст (англ.) [«She in fact is the person who came up with the idea of naming the discipline, software engineering, as a way of giving it legitimacy»] Помилка: {{Lang}}: не вказано код мови (допомога) |
| 2020 | Річард Бергер (англ. Richard A. Berger)           | Об'єднавши свої медичні та інженерні таланти разом, він запровадив нові «мінімально інвазивні» хірургічні процедури Оригінальний текст (англ.) [«For merging his medical and mechanical engineering talents together he pioneered new “minimal invasive” surgery procedures»] Помилка: {{Lang}}: не вказано код мови (допомога) |
| 2021 | Джон Гудінаф                                      | Завдяки його відкриттям у світі матеріалів літій-іонні акумулятори стали використовуватись скрізь у всіх сторонах життя! Оригінальний текст (англ.) [«For his discoveries in the world of materials has catapulted batteries to be everywhere in every part of one's life!»] Помилка: {{Lang}}: не вказано код мови (допомога) |
| 2022 | Джон Ешлі Роджерс                                 | За його технологічні досягнення, що ґрунтуються на принципах, які вирішують медичні проблеми людства Оригінальний текст (англ.) [«For his technology achievements through principles that unscramble humanity's medical challenges»] Помилка: {{Lang}}: не вказано код мови (допомога) |
| 2023 | Гвен Шотвелл                                      | За її провідну роль у дослідженні космосу приватним підприємством Оригінальний текст (англ.) [«For her leading role spear-heading private enterprise space exploration»] Помилка: {{Lang}}: не вказано код мови (допомога) |
| 2024 | Роберт Кан і Вінтон Серф                          | За розробку протоколів керування передачею (TCP/IP), за які вони отримали прізвиська «батьків Інтернету» Оригінальний текст (англ.) [«For the design of transmission control protocols (TCP/IP), which has earned him the moniker, "Father of the Internet"»] Помилка: {{Lang}}: не вказано код мови (допомога) |